# Stigmaphyllon emarginatum
Stigmaphyllon emarginatum là một loài thực vật có hoa trong họ Malpighiaceae. Loài này được (Cav.) A. Juss. miêu tả khoa học đầu tiên năm 1840.